# Феано (жена Пифагора)
Феано (также употребляется Теано) (греч. Θεανώ) — ученица и жена древнегреческого философа и математика Пифагора, жившего в VI—V вв. до н. э.
В возрасте 60 лет Пифагор женился на своей ученице Феано, девушке удивительной красоты, покорившей сердце мудрого философа своей чистой и пламенной любовью, безграничной преданностью и верой. У них родилась дочь Дамо.
По другим данным, Феано была женой или дочерью Бронтина.